# Dieudonné-Pascal Pieltain
Dieudonné-Pascal Pieltain   (Lieja, 4 de març de 1754 - Lieja, 10 de desembre de 1833) va ser un compositor i violinista belga.
Entre 1761 i 1763 va ser un dels nens del cor de la col·legiata de Sant Pere a Lieja, i és possible que hi continués fins al 1765, quan va marxar a Itàlia. Va ser deixeble de Jarnović, qui va tenir un gran èxit en el seu debut a París el 1773 dins la sèrie dels denominats Concert Spirituel que tenien lloc a les Tuileries de París, concerts en els que Pieltain hauria estat un dels quatre violins tenor, segons es va publicar en el seu moment. El 1778 Pieltain es va traslladar a París on, durant sis anys, va tocar en els Concert Spirituel com a solista i en una de les ocasions, el 21 de març del 1979, amb una de les pròpies composicions. Aquell mateix any va ocupar el lloc de Jarnović en l'orquestra del Princep de Guéméné, considerada la millor i més gran de les orquestres de París.
L'any 1784 se'n va anar a Londres per ocupar la plaça de primer violí dels concerts de lord Abington i hi va restar nou anys. Després va viatjar, donant concerts, a Sant Petersburg, a Varsòvia, a Berlín i a Hamburg, on se'l situa l'any 1800. Posteriorment es retirà al seu país.
Va compondre: 30 Concerts per a violí, sis Sonates per al mateix instrument, 120 Quartets per a corda i altres obres. Una de les seves peces més conegudes és el "Concert per a violí i orquestra núm. 3 en si bemoll major".